# Веселинг
Веселинг (њем. Wesseling) град је у њемачкој савезној држави Северна Рајна-Вестфалија. Једно је од 10 општинских средишта округа Рајн-Ерфт. Према процјени из 2010. у граду је живјело 35.146 становника. Посједује регионалну шифру (AGS) 5362040, NUTS (DEA27) и LOCODE (DE WLG) код.

## Географски и демографски подаци
Веселинг се налази у савезној држави Северна Рајна-Вестфалија у округу Рајн-Ерфт. Град се налази на надморској висини од 53 метра. Површина општине износи 23,4 km². У самом граду је, према процјени из 2010. године, живјело 35.146 становника. Просјечна густина становништва износи 1.504 становника/km².

## Међународна сарадња
| Мјесто     | Држава               | Врста сарадње | Од    |
| ---------- | -------------------- | ------------- | ----- |
| Вест Девон | Уједињено Краљевство | партнерство   | 1983. |
|            | Француска            | партнерство   | 1971. |
| Бастоњ     | Белгија              | контакт       | 2000. |
| Извор      |                      |               |       |